# Clark Mountain
Clark Mountain – góra w USA, w stanie Waszyngton, położona 12,5 km na południowy wschód od stratowulkanu Glacier Peak, z którym jest połączona długą granią. Wierzchołek leży na terenie hrabstwa Chelan.
Szczyt Clark Mountain leży na terenie Glacier Peak Wilderness. Jest jednym z wyższych szczytów w tym parku. Ze szczytu spływają cztery lodowce. Dwa duże lodowce znajdują się po północnej i zachodniej stronie: Richardson Glacier (północ) i Clark Glacier (północny zachód i zachód). Trasa na szczyt jest wymagająca, a najpopularniejsza jej wersja wiedzie z Boulder Creek i wynosi 17,6 km w jedną stronę przy przewyższeniu 2140 m.